# 오희령
오희령(吳熙昤, 1967년 4월 26일, 전라북도 김제시 ~ )은 대한민국의 정치인이자, 제9대 경기도 광명시의원이었다.

## 학력
- 전북대학교 심리학과 문학사 졸업

## 경력
- 광명시 가정어린이집연합회 회장
- 더불어민주당 경기도당 광명시 을 지역위원회 홍보소통위원장
- 더불어민주당 중앙선대위 광명시 SNS 대변인 단장
- (재)노인의료나눔재단 광명시지회장
- 일직동상가번영회 수석부회장
- 구름산 장애인합창단 단장
- 2022.07 ~ 2023.10 제9대 경기도 광명시의회 의원
- 2022.07 ~ 2023.10 제9대 경기도 광명시의회 윤리특별위원회 위원
- 2022.07 ~ 2023.10 제9대 경기도 광명시의회 전반기 운영위원회 위원장
- 2022.07 ~ 2023.10 제9대 경기도 광명시의회 전반기 복지문화건설위원회 위원
- 2022.07 ~ 2023.10 제9대 경기도 광명시의회 전반기 예산결산특별위원회 위원

## 의원직 상실
- 오희령 광명시의원, 벌금 150만 원 확정돼 의원직 상실 ··· 재보선까지 여야 5대5 동수

## 역대 선거 결과
| 실시년도 | 선거      | 대수 | 직책   | 선거구                 | 정당         | 득표수   | 득표율          | 순위 | 당락 | 비고           |
| -------- | --------- | ---- | ------ | ---------------------- | ------------ | -------- | --------------- | ---- | ---- | -------------- |
| 2022년   | 지방 선거 | 9대  | 시의원 | 경기 광명시(라 선거구) | 더불어민주당 | 10,222표 | \| \| 29.12% \| | 2위  |      | 초선, 민선 8기 |
|          | 29.12%    |      |        |                        |              |          |                 |      |      |                |